# جوري غونزي
جوري غونزي (Юрий Гонци) (من مواليد 6 أبريل 1994) روسيا - إيطاليا هو  لاعب كرة قدم ويلعب حاليًا بصفته لاعب خط وسط لفريق الدوري الإيطالي .

## روابط خارجية
- جوري غونزي على موقع قاعدة بيانات كرة القدم.إي يو (الإنجليزية)
- جوري غونزي على موقع Soccerway.com (الإنجليزية)
- جوري غونزي على موقع عالم كرة القدم.نت (الإنجليزية)